# شهرک دریاسر
شهرک دریاسر یک شهرک در ایران است که در شهرستان فریدونکنار استان مازندران واقع شده‌است. شهرک دریاسر ۶۱ نفر جمعیت دارد.

## جمعیت
این شهرک در دهستان باریک‌رود قرار دارد و براساس سرشماری مرکز آمار ایران در سال ۱۳۸۵، جمعیت آن ۶۱ نفر (۲۰ خانوار) بوده‌است.